# Фернандина
Фернанди́на (Нарборо) (исп. Fernandina, Narborough) — третий по размеру остров архипелага Галапагос, один из самых молодых в геологическом отношении островов архипелага.

## География

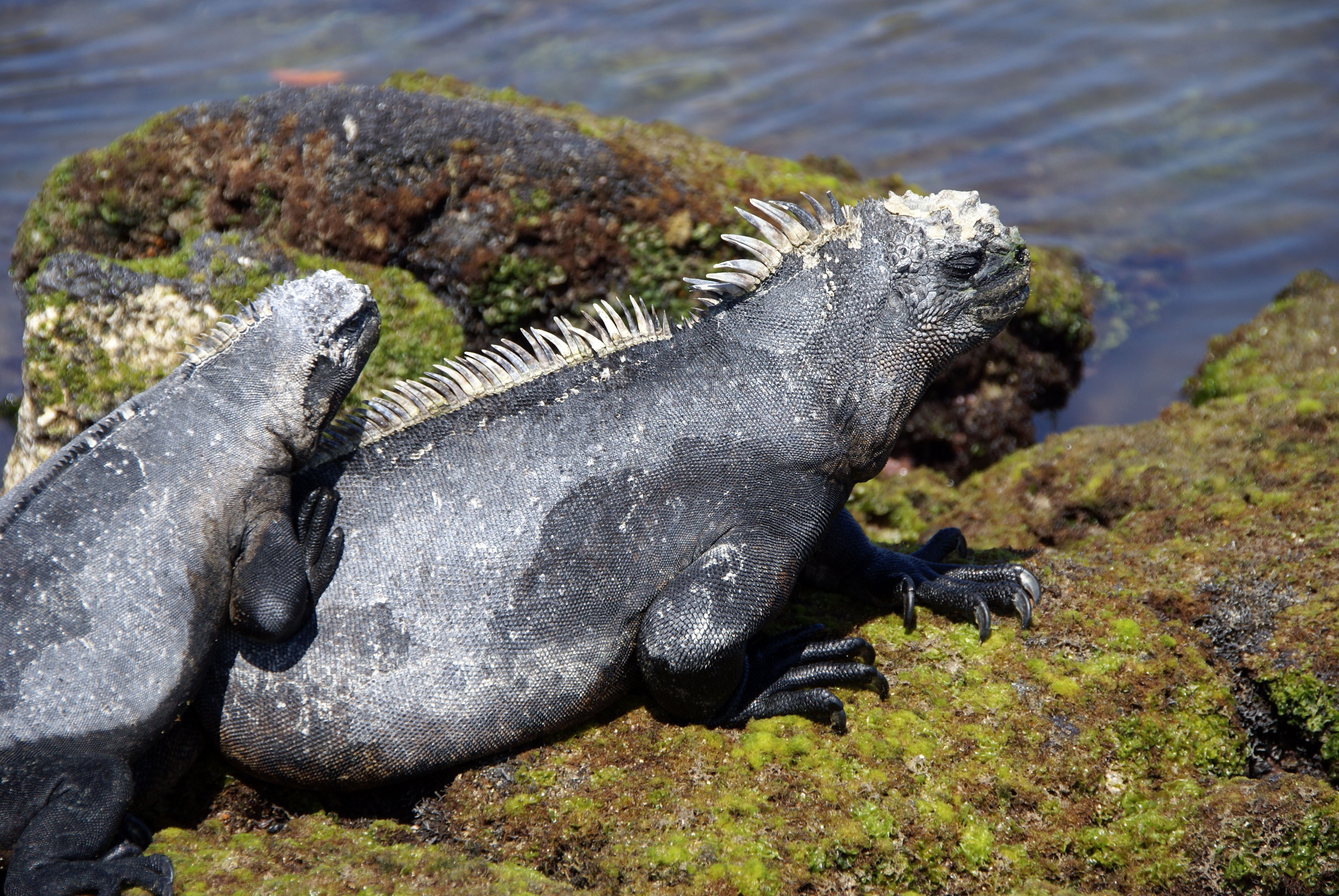
Морские игуаны

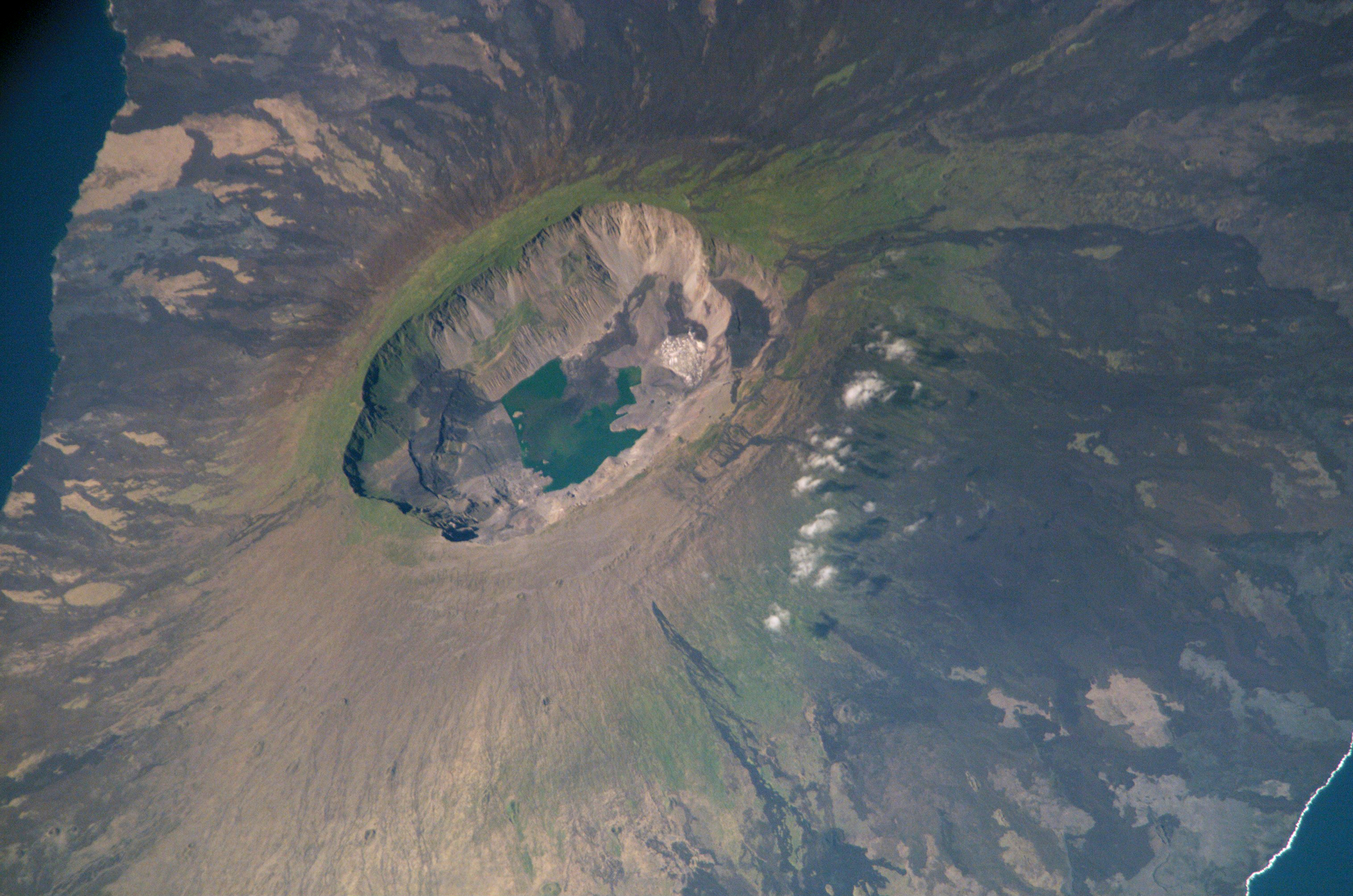
Кальдера вулкана Ла-Кумбре

Остров представляет собой щитовидный вулкан, сформированный под воздействием Галапагосской горячей точки. Последние извержение этого вулкана началось 13 января 2020 года. До этого он просыпался в июне 2018 года. Остров относительно симметричный, с главным вулканом Ла-Кумбре в центре, однако на его южном краю находится вторичный кратер вулкана. Фернандина — самый западный остров архипелага, названный в честь короля Фердинанда II Арагонского, который поддержал экспедицию Христофора Колумба.
Остров Фернандина имеет площадь 642,48 км², максимальную высоту 1476 м и размер кальдеры в центре около 6,5 км. Кальдера образовалась в результате обвала поверхности в 1968 году, когда центральная часть кальдеры упала на 350 м. Порой на её дне образуется временное озеро, последний раз в 1988 году. Посетители острова не допускаются к кальдере из-за небезопасности такой экскурсии.
Из-за вулканической активности на острове не очень много растительности. Его поверхность главным образом серая, за исключением мангровых зарослей на побережье. На мысе Пунта-Эспиноса обитает большое количество морских игуан. Также тут встречаются нелетающие бакланы, галапагосские пингвины, пеликаны и морские львы.